# برستاک
برستاک (به بلغاری: Brestak) یک منطقهٔ مسکونی در بلغارستان است که در استان وارنا واقع شده‌است.
 برستاک  ۹۵۲ نفر جمعیت دارد و ۲۹۴ متر بالاتر از سطح دریا واقع شده‌است.